# 빈 (영화)
《빈》(영어: Bean 혹은 영어: Bean: The Ultimate Disaster Movie, 영어:  Bean: The Movie)은 영국에서 제작된 멜 스미스 감독의 1997년 코미디 영화이다. 로언 앳킨슨 등이 출연하였고, 피터 베넷존스 등이 제작에 참여하였다.

## 출연
- 로언 앳킨슨
- 피터 맥니콜
- 존 밀스
- 패멀라 리드
- 해리스 율린
- 버트 레이놀즈
- 리처드 갠트
- 래리 드레이크
- 샌드라 오
- 대니 골드링
- 조니 갈레키
- 크리스 엘리스
- 앤드루 로런스
- 피터 커팰디
- 트리샤 베시
- 톰 맥가윈

## 기타 제작진
- 공동 제작: 리베카 오브라이언
- 배역: 로니 예스컬
- 미술: 피터 S. 라킨
- 의상: 호프 해너핀

## 같이 보기
- 오르세 미술관